# Polygala robsonii
Polygala robsonii är en jungfrulinsväxtart som beskrevs av Arthur Wallis Exell. Polygala robsonii ingår i släktet jungfrulinssläktet, och familjen jungfrulinsväxter. Inga underarter finns listade i Catalogue of Life.